# Rue barrée
Rue barrée est un feuilleton télévisé français en 26 épisodes de 13 minutes, en noir et blanc, réalisé par André Versini, et diffusé à partir du 10 juillet 1967 sur la première chaîne de l'ORTF.

## Synopsis
Une grande ville évolue sans cesse. Ce qui, avant-hier, était le futur, se trouve aujourd'hui désuet. Ainsi le tramway ne passe plus dans la rue Jeanne d'Arc et elle-même a été amputée d'une grande partie à la suite de travaux de modernisation de la ville. Du tramway, il ne reste que 300 mètres de rails, vestiges devenus encombrants et inutilement dangereux, vu les accidents réguliers qu'ils provoquent. Grâce à ses notes, un ancien habitant se souvient d'un morceau de vie singulier de la rue. Le récit démarre lorsqu'un énième cycliste chute lourdement à cause des rails.

## Distribution
- Jean Champion : Eugène Dumont, dit le commandant
- Henri Gilabert : Paul, le cabaretier
- Arlette Didier : Lucette, la femme de Paul
- José Calatayud : Lulu, le fils du cabaretier
- Marlène Jobert : Martine Ponchon
- Jean-Claude Marel : Vierzek, le flirt de Martine
- Madeleine Lambert : Germaine Ponchon
- Mireille Perrey : Madeleine Ponchon
- Jacques Harden : Antoine Caire
- Jean-Marie Bernicat : Georges Legoff
- Frédéric Nery : Alain
- Annick Allières : la tante d'Alain
- André Certes : M. Ballin
- Hélène Surgère : Mme Ballin
- Jean Claudio : Dr Charles Prat
- Colette Ripert : Mme Hélène Prat
- Rosita Fernandez : Juanita, la bonne de la famille Prat
- Clément Bairam : Postat
- Michel Charrel : le livreur
- Jenny Clève : une concierge
- Maurice Bourbon : le cycliste Vidal
- Florence Giorgetti : Simone Stern
- Sylvie Favre : Claire Huart
- Jean Franval : Mario, le chef de chantier
- Michel Barcet : le travailleur espagnol
- François Cadet : le livreur de journaux
- Dominique Sorgel : Roger Draveil
- Fernand Kindt : l'ingénieur des travaux
- François Dyrek : le guitariste
- Pierre Collet : le voisin râleur
- Roger Trapp : le fonctionnaire
- Alain Pommier : Van Loo, le tueur

## Fiche technique
- Titre : Rue barrée
- Scénario : André Versini, Jean Cosmos
- Réalisation : André Versini
- Musique originale : François de Roubaix
- Tournage rue de la Gare à Saint-André-lez-Lille